# Het Kalf (Harlingen)
Het Kalf is een pand aan de Noordijs 2 in Harlingen. Het gebouw is aansluitend aan het pand Rommelhaven 2, dat tegenwoordig dienst doet als woonhuis (appartementen). In het pand bevond zich voorheen een maalderij. Op het dak is de oude machinekamer te zien, die uittorent boven de rest van het platte dak. Hierin bevindt zich tegenwoordig een appartement dat gebruikt wordt voor verhuur.
Het object staat sinds 1966 ingeschreven als rijksmonument in het monumentenregister.

## Aanzien
Het pand heeft gepleisterde witte gevel met halfrond gesloten lichtopeningen.

## Galerij

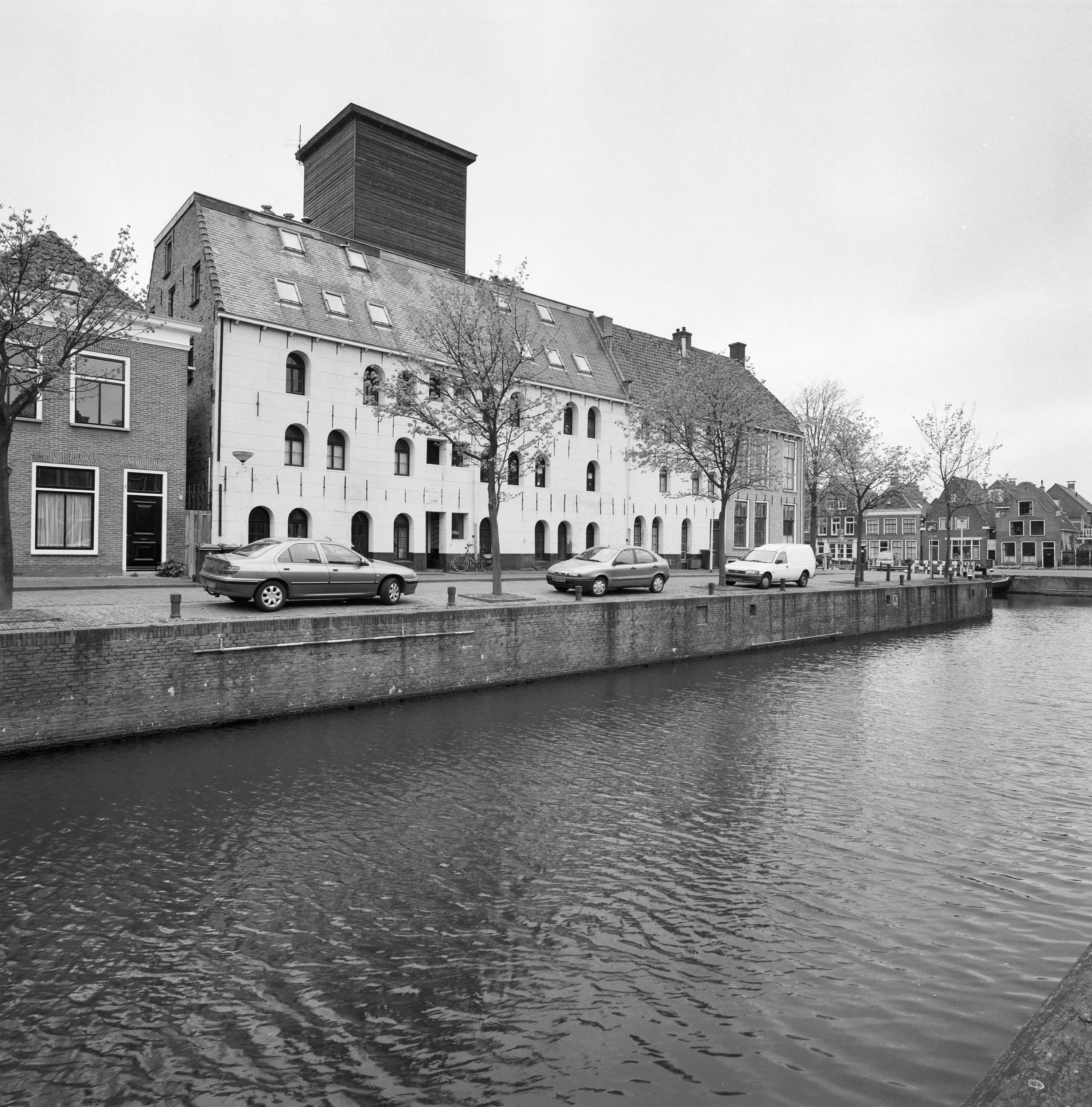
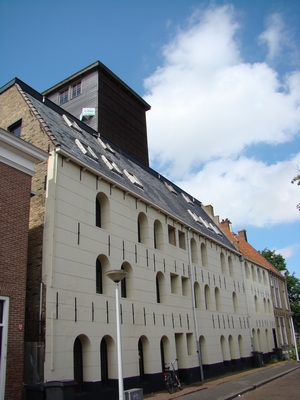
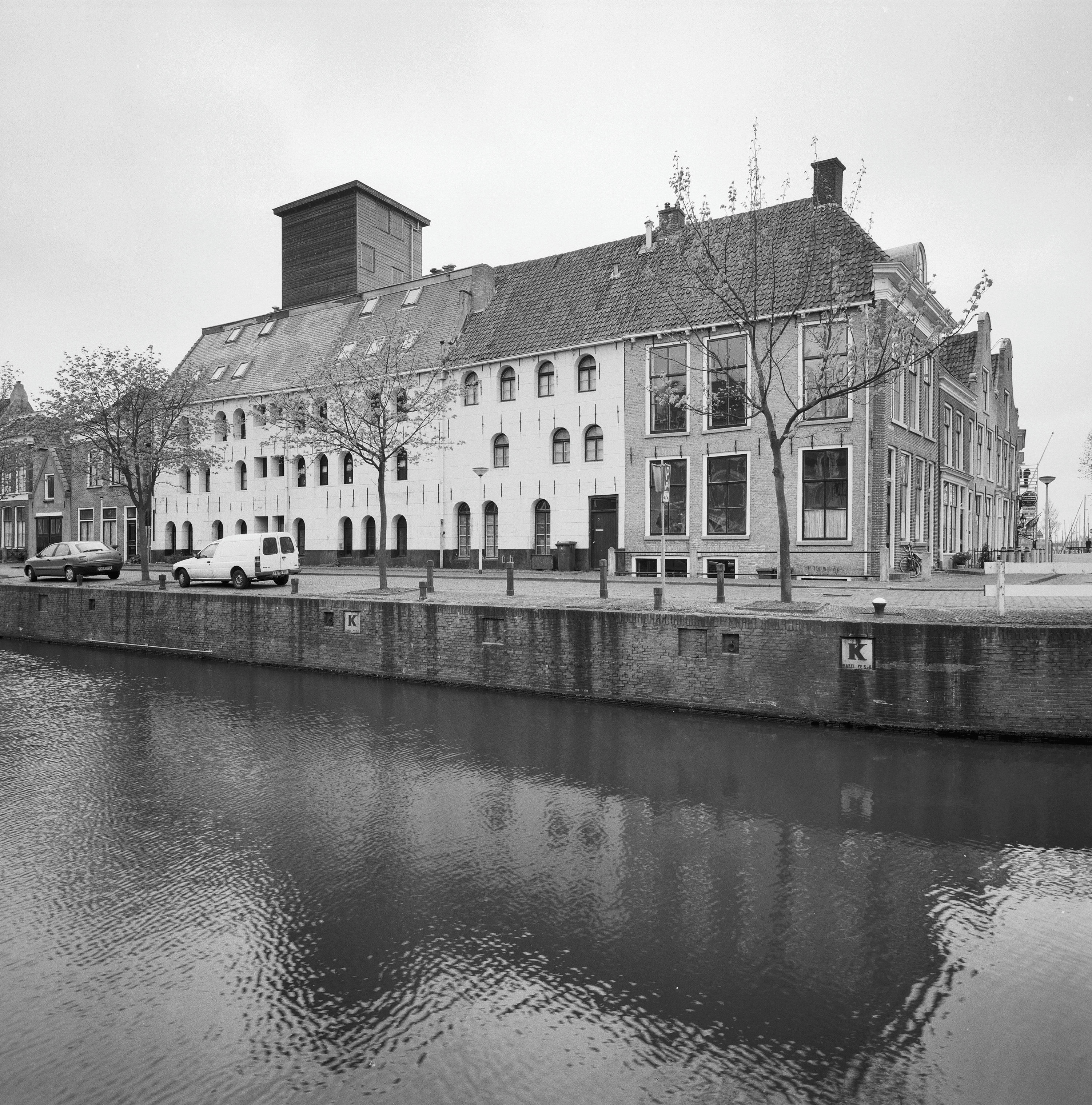
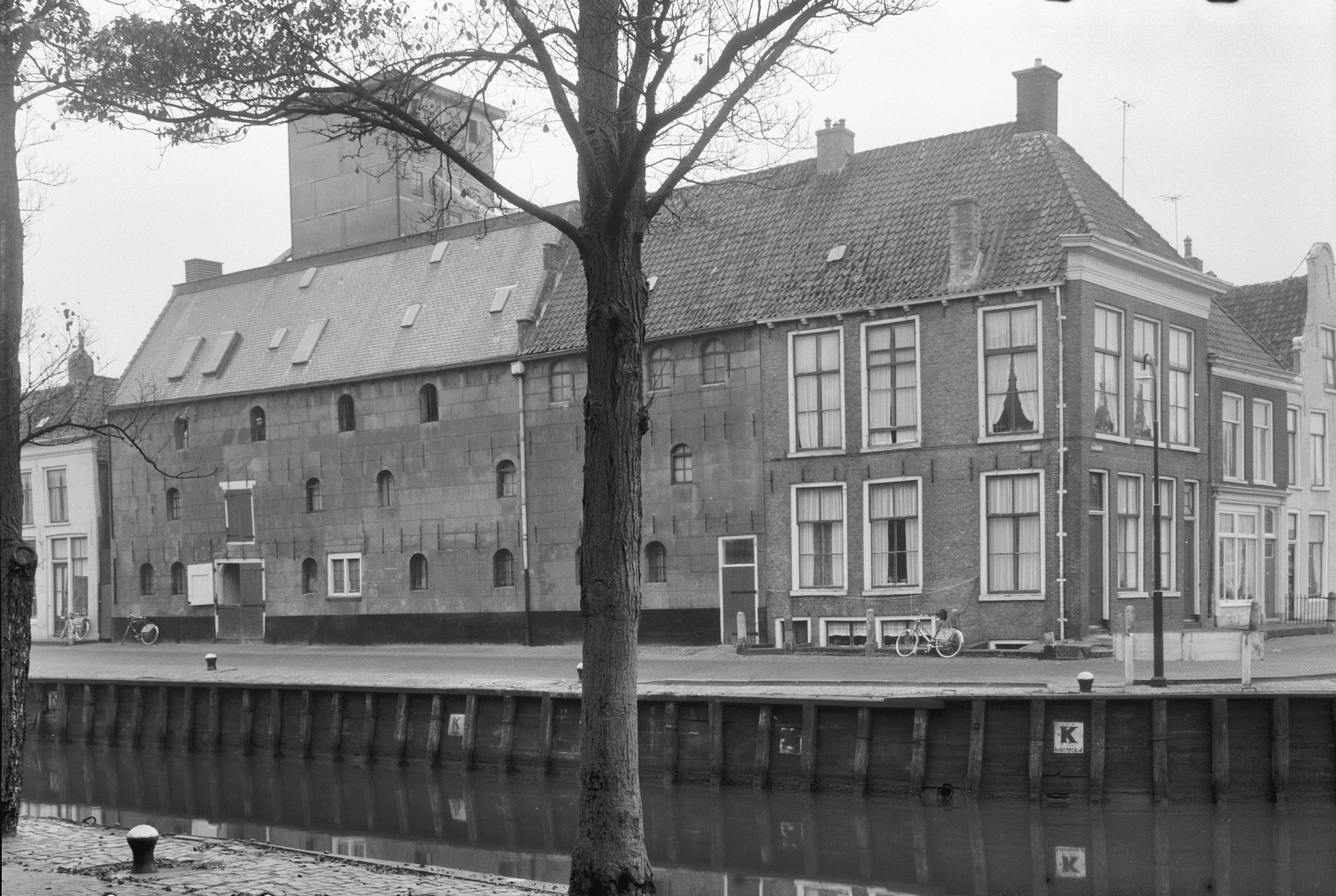